# 科莱拉
科莱拉，是西班牙加泰罗尼亚赫罗纳省的一个市镇。总面积24平方公里，总人口502人（2001年），人口密度21人/平方公里。